# Kim Mee-hyang
Kim Mee-hyang (kor. 김미향; * 1. Oktober 1973) ist eine ehemalige Badmintonspielerin aus Südkorea.

## Sportliche Karriere
Kim Mee-hyang, Spezialistin für die Doppeldisziplinen, nahm an den Olympischen Sommerspielen 1996 teil und wurde dort 9. im Damendoppel mit Kim Shin-young. Im Jahr zuvor hatten beide die Swedish Open gewonnen. Bei der Asienmeisterschaft 1996 holte sie Silber im Mixed mit Kang Kyung-jin.

## Sportliche Erfolge
| Saison | Veranstaltung      | Disziplin   | Platz | Name                           |
| ------ | ------------------ | ----------- | ----- | ------------------------------ |
| 1993   | Ostasienspiele     | Mixed       | 3     | Kwon Chung / Kim Mee-hyang     |
| 1994   | Hong Kong Open     | Damendoppel | 3     | Kim Mee-hyang / Kim Shin-young |
| 1994   | Korea Open         | Damendoppel | 5     | Kim Mee-hyang / Kim Shin-young |
| 1994   | Malaysia Open      | Damendoppel | 5     | Kim Mee-hyang / Gil Young-ah   |
| 1995   | Swedish Open       | Damendoppel | 1     | Kim Mee-hyang / Kim Shin-young |
| 1996   | Olympia            | Dameneinzel | 9     | Kim Mee-hyang / Kim Shin-young |
| 1996   | Asienmeisterschaft | Mixed       | 2     | Kang Kyung-jin / Kim Mee-hyang |

## Referenzen
- Kim Mee-hyang in der Datenbank von Olympedia.org (englisch)

| Personendaten    | Personendaten                     |
| ---------------- | --------------------------------- |
| NAME             | Kim, Mee-hyang                    |
| ALTERNATIVNAMEN  | 김미향 (koreanisch)               |
| KURZBESCHREIBUNG | südkoreanische Badmintonspielerin |
| GEBURTSDATUM     | 1. Oktober 1973                   |